# 西片貝町 (前橋市)
西片貝町（にしかたかいまち）は、群馬県前橋市の地名。西片貝町一丁目から西片貝町五丁目まである。郵便番号は371-0013。2013年現在の面積は1.67km2。

## 地理
広瀬川低地帯に位置しており、南側は住宅が多い。

### 河川
- 広瀬川

## 歴史
江戸時代からある地名である。前橋藩領であった。もとは東片貝村（現・東片貝町）と一村で片貝村と称させた。

### 年表
- 戦国時代 - 山内上杉家の所領として「大胡庄之内･･･片貝村」が「上杉氏所領目録」（「彦部家文書」）に見える[5]。

- 天正18年（1590年）8月 - 平岩親吉が前橋城主となり、片貝村は以後江戸時代を通じて前橋藩の領地となる[6]。宝永4年（1707年）の「酒井忠挙領地目録」では西片貝村と東片貝村は別に挙げられているため、両村の分離はそれ以前のことである[7]。

- 明治22年（1889年）4月1日 - 町村制施行により西片貝村は、周辺12村（上泉村、江木村、堤村、亀泉村、堀之下村、石関村、東片貝村、三俣村、幸塚村、上沖之郷、下沖之郷、荻窪村）が合併し南勢多郡桂萱村が成立する。
- 明治29年（1896年）4月1日 - 郡統合（南勢多郡と東群馬郡の統合）により、桂萱村は勢多郡に所属する。
- 昭和3年（1928年）11月10日 - 上毛電気鉄道上毛線中央前橋 - 西桐生間が開業する。その際同字に片貝駅が開業する。
- 昭和29年（1954年）4月1日 - 桂萱村は周辺1町5村（上川淵村、下川淵村、芳賀村、東村、元総社村、総社町）とともに前橋市へ編入され、前橋市西片貝町となる。
- 昭和52年（1977年） - 西片貝町、三俣町、上泉町の各一部から西片貝町一丁目、西片貝町二丁目、西片貝町の一部から西片貝町三丁目、西片貝町四丁目、西片貝町、城東町四丁目、城東町五丁目の各一部から西片貝町五丁目が成立。同日、丁目無しの三俣町消滅。

### 地名の由来
昔利根川が流れていたが、水が静かで片方の櫂で漕いで進めたことに由来するとされる。

## 世帯数と人口
2017年（平成29年）8月31日現在の世帯数と人口は以下の通りである。
| 丁目           | 世帯数    | 人口    |
| -------------- | --------- | ------- |
| 西片貝町一丁目 | 427世帯   | 1,002人 |
| 西片貝町二丁目 | 916世帯   | 1,895人 |
| 西片貝町三丁目 | 531世帯   | 1,152人 |
| 西片貝町四丁目 | 555世帯   | 1,056人 |
| 西片貝町五丁目 | 597世帯   | 1,203人 |
| 計             | 3,026世帯 | 6,308人 |

## 小・中学校の学区
市立小・中学校に通う場合、学区は以下の通りとなる。
| 丁目           | 番地 | 小学校             | 中学校             |
| -------------- | ---- | ------------------ | ------------------ |
| 西片貝町一丁目 | 全域 | 前橋市立桂萱小学校 | 前橋市立桂萱中学校 |
| 西片貝町二丁目 | 一部 | 前橋市立桂萱小学校 | 前橋市立桂萱中学校 |
| 西片貝町二丁目 | 一部 | 前橋市立桃瀬小学校 | 前橋市立桂萱中学校 |
| 西片貝町三丁目 | 全域 | 前橋市立桃瀬小学校 | 前橋市立桂萱中学校 |
| 西片貝町四丁目 | 全域 | 前橋市立桃瀬小学校 | 前橋市立桂萱中学校 |
| 西片貝町五丁目 | 全域 | 前橋市立桃瀬小学校 | 前橋市立桂萱中学校 |

## 交通

### 鉄道
- 上毛電気鉄道上毛線片貝駅

### 道路
国道は通っておらず、県道は群馬県道3号前橋大間々桐生線が通っている。また、東部バイパスも通っている。

## 施設
- 上毛電気鉄道上毛線片貝駅
- 前橋市立桃瀬小学校
- 前橋こども公園
- 前橋東警察署西片貝町交番
- 前橋西片貝郵便局 - 昭和57年（1982年）2月16日開設[10]。
- 玉蔵院
- 龍澤寺